# نیان یون
نیان یون (انگلیسی: Nian Yun؛ زادهٔ ۹ اکتبر ۱۹۸۲) شناگر اهل چین است.